# Genista monspessulana
Pour les articles homonymes, voir Genista et Monspessulana.
Genêt de Montpellier
Espèce
Classification phylogénétique
Synonymes
- Cytisus monspessulana L.[1]
- Teline monspessulana (L.) K.Koch[1]

Genista monspessulana, le Genêt de Montpellier, est une espèce de plantes à fleurs de la famille des Fabacées. C'est un arbuste trouvé dans la région méditerranéenne, en Europe et en Asie.

## Description
Genista monspessulana pousse comme un arbuste qui atteint généralement des hauteurs inférieures à 3 mètres, rarement jusqu'à 5 m. L'écorce des branches est velue argentée-soyeuse.
Le pétiole mesure moins de 5 mm de long. Le limbe est triplement penné. Les folioles mesurent 10 à 15 mm de long, généralement deux fois plus longues que larges, et l'avers lancéolé à obovale. Le dessus de la feuille est glabre, le dessous est poilu ou saillant. Les stipules mesurent moins de 2 mm.
Les inflorescences sont situées sur une tige courte axillaire. L'inflorescence racémeuse presque capide contient cinq à dix fleurs. La fleur terminale ou médiane s'ouvre en dernier. La tige florale mesure de 1 à 3 mm de long.
La fleur hermaphrodite est zygomorphe avec une double enveloppe florale. Le calice est poilu et soyeux et mesure 5 à 7 mm de long. La couronne jaune à jaune clair a la forme typique d'une fleur papilionacée. La corolle mesure 10 à 15 mm de long.
La légumineuse mesure 15 à 25 mm de long, est densément poilue et brun foncé à noir à maturité. Lorsque la chaleur est sèche, les légumineuses mûres éclatent le long de la couture supérieure et inférieure et les deux moitiés de la gousse s'écartent en spirale, projetant les trois à huit graines loin dans l'environnement. Les graines sont brunes brillantes à noires, rondes à ovales et ont un élaïosome de couleur crème à jaune.

## Répartition
L'aire de répartition originale de Genista monspessulana s'étend de la Méditerranée à l'Asie Mineure et au Caucase. Il existe des localités au nord de l'Algérie, du Maroc, au Liban, à l'ouest de la Turquie, en Géorgie, dans les Balkans, en Albanie, en Grèce, en Italie (y compris la Sardaigne, la Sicile), au sud du Portugal, en Espagne, le sud de la France (y compris la Corse).
C'est un néophyte dans de nombreuses régions du monde, par exemple aux Açores, à Hawaï, au Royaume-Uni, en Afrique du Sud, en Nouvelle-Zélande. Il est considéré comme une espèce envahissante sur la côte ouest des États-Unis. Sa vigueur reproductive et sa préférence pour les climats méditerranéens en font une espèce très prospère en Californie et dans le nord-ouest du Pacifique, où elle est considérée comme une mauvaise herbe nuisible, couvrant plus de 40 kilohectares. Elle est encore plus répandue en Australie, où elle couvre 600 000 ha et est également considérée comme une mauvaise herbe nuisible. La plante l'emporte souvent sur la végétation indigène, formant des champs denses où les autres espèces sont presque complètement évincées. Les peuplements de genêt de Montpellier peuvent être si épais qu'ils rendent les prairies et les pâturages inutiles pour les animaux sauvages et domestiques. D'autres effets nocifs sont sa capacité à faire de l'ombre aux semis d'arbres dans les zones reboisées, sa tendance à prendre feu et la toxicité de ses feuilles et de ses graines, qui contiennent des alcaloïdes toxiques pour de nombreux grands animaux domestiques.

## Écologie
Le fruit a pour parasite Bruchidius lividimanus, Bruchidius villosus, Cydia canariensis (nl), 
Tychius cuprifer (pt), Exapion compactum. La feuille a pour parasite Phaiogramma faustinata (nl), Phyllonorycter telinella (en), Uromyces genistae. Le stipe a pour parasite Lepidapion argentatum, Arytinnis hakani (sv).